# Concentrador (telecomunicaciones)
Durante la evolución de los sistemas de telecomunicaciones modernos hubo la necesidad de conectar a un gran número de dispositivos de baja velocidad de acceso con los conmutadores de la oficina central de las grandes compañías telefónicas usando vías comunes. Durante las primeras generaciones de redes digitales, las señales analógicas eran digitalizadas en línea mediante tarjetas agregadas a los conmutadores de las centrales telefónicas. En un esfuerzo por reducir el coste del bucle local, se decidió poner dicha conversión más cerca de las instalaciones de los clientes mediante el despliegue de dispositivos pequeños de conversión en la vecindad del cliente. Estos dispositivos combinarían señales digitales múltiples en un solo enlace hacia un conmutador telefónico más grande, el cual proporcionaría el servicio al cliente. Estos dispositivos fueron llamados inicialmente concentradores remotos llamados o simplemente remotes.
En los sistemas de distribución de fibra óptica, los cuales ofrecen servicios triple-play (voz, televisión, internet), la digitalización se efectúa en las instalaciones del cliente, las señales son digitalizadas de origen y combinadas utilizando enrutadores del lado del cliente. Este tráfico entra a la red de distribución en una Terminación de Red Óptica y es llevado a la oficina central mediante multiplexación por medio de división de longitud de onda y red óptica pasiva.
En telecomunicaciones, el término concentrador tiene los significados siguientes:
1. En transmisión de datos, una unidad funcional que permite un enlace común para manejar más fuentes de datos que los canales disponibles dentro del enlace. Un concentrador normalmente proporciona capacidad de comunicación entre muchos canales de velocidad baja, generalmente asíncronos y uno o más canales de velocidad alta, generalmente síncronos. Normalmente se pueden acomodar diferentes velocidades, códigos y protocolos en el lado de los canales de velocidad baja. Los canales de velocidad baja normalmente operan en contención y requieren de buffering.[1]
2. Un dispositivo que conecta un número de enlaces con un único destino, la función principal de este dispositivo es equilibrar la carga entre dos o más servidores conectados, la distribución de datos se hace dependiendo del índice de procesamiento del servidor.
3. Un panel de conexiones u otro componente en el cableado estructurado donde los cables convergen.
4. Los ISP utilizan concentradores para habilitar el marcado mediante módem, esta clase de concentrador es a veces llamado concentrador de módem o concentrador de acceso remoto. El término "concentrador de acceso" es también utilizado para describir equipo del lado del proveedor usado en redes de cómputo que no dependen de módem, por ejemplo FTTH.[2]